# Ян Матсен
Ян Етан Матсен (нід. Ian Ethan Maatsen, нар. 10 березня 2002, Влардінген, Нідерланди) — нідерландський футболіст суринамського походження, фланговий захисник англійської «Астон Вілли» та молодіжної збірної Нідерландів.

## Ігрова кар'єра

### Клубна
Ян Матсен є вихованцем роттердамського футболу. Він грав за молодіжні команди «Феєноорда» та «Спарти». У 2018 році футболіст приєднався до академії лондонського «Челсі». Першу гру в основі команди футболіст провів у вересні 2019 року у матчі Кубка Ліги проти «Грімсбі Таун».
Надалі не маючи постійного місця в основі й для набору ігрової практики Матсен був відправлений в оренду у клуб «Чарльтон Атлетік». Де він дебютував у Першій лізі у жовтні 2020 року. Наступний сезон Маатсен знову почав в оренді. Він грав у клубі Чемпіоншип «Ковентрі Сіті».
Сезон 2022/23 захисник розпочав як гравець клубу «Бернлі», куди він був направлений в оренду з «Челсі». У січні 2023 року Матсена було визнано Гравцем місяця в Чемпіоншип. За результатами сезону Маатсен у складі «Бернлі» виграв турнір Чемпіоншип та допоміг команді вийти до Прем'єр-ліги.

### Збірна
У складі юнацької збірної Нідерландів (U-17) Ян Матсен у 2019 році виграв юнацький чемпіонат Європи, що проходив в Ірландії.
Влітку 2023 року футболіст був внесений до заявки молодіжної збірної Нідерландів для участі у молодіжній першості Європи в Румунії та Грузії.

## Титули
Нідерланди (U-17)
 Чемпіон Європи: 2019
Бернлі
- Переможець Чемпіоншип: 2022/23

Індивідуальні
- Гравець місяця в Чемпіоншип: січень 2023